# Niu Jin
En aquest nom xinès, el cognom és Niu.
Niu Jin va ser un general militar servint sota el senyor de la guerra Cao Cao durant el període de la tardana Dinastia Han Oriental de la història xinesa. Ell va continuar servint a l'estat de Cao Wei durant el període dels Tres Regnes.

## Biografia
Niu va participar-hi en la batalla de Jiangling, durant la qual es va oferir com a voluntari per dirigir una cavalleria de 300 homes per així atacar a l'enemic, però únicament aconseguí ser salvat per Cao Ren quan ell es va veure encerclat per l'enemic. En Niu va continuar treballant sota les ordres de Cao Ren durant la batalla de l'Illa Mitjana en contra de Wu Oriental, però ells van ser derrotats una altra vegada.
Anys després, en el 231, ell participà en un contraatac contra les de forces invasores de Shu Han i assolí una victòria front la unitat de Zhuge Liang, perseguint-la fins al mont Qi. En el 234, ell va derrotar clarament en el camp de batalla al general de Shu Han Ma Dai, i va decidir escapçar a milers d'enemics capturats. En el 238, ell va seguir a Sima Yi en la seva campanya contra Gongsun Yuan, i va ser promogut a General de la Rereguarda.
Això no obstant, els seus èxits durant els seus últims anys només el van aportar l'arrest per ordre dels Sima, i conseqüentment se li va ordenar de suïcidar-se bevent verí.

## En la ficció
En la novel·la històrica del Romanç dels Tres Regnes de Luo Guanzhong, es diu que Niu era un dels subordinats de Cao Ren. Ell perseguiria a Gan Ning de tornada a Yiling durant la batalla de Jiangling, però va ser envoltat pels reforços dirigits per Zhou Yu, i finalment derrotat. Niu llavors es va reorganitzar i planejà un ataca nocturn sobre el campament de Zhou, però a la fi va ser derrotat novament, patint grans baixes.